# Rheinstetten
Rheinstetten este un oraș din landul Baden-Württemberg, Germania.